# Chef Moha
Vous pouvez aider à l'améliorer ou bien discuter des problèmes sur sa page de discussion.
- Il ne s’appuie pas, ou pas assez, sur des sources secondaires ou tertiaires. (Marqué depuis juin 2020)
- Il contient une ou plusieurs listes. Le texte gagnerait à être rédigé sous la forme d’un ou plusieurs paragraphes synthétiques, afin d’être plus agréable à lire. (Marqué depuis juin 2020)
- Il n’est pas rédigé dans un style encyclopédique. (Marqué depuis juin 2020)

- Archive Wikiwix
- Bing
- Cairn
- DuckDuckGo
- E. Universalis
- Gallica
- Google
- G. Books
- G. News
- G. Scholar
- Persée
- Qwant
- (zh) Baidu
- (ru) Yandex
- (wd) trouver des œuvres sur Wikidata

Mohamed Fedal, ou Chef Moha, né le 30 mai 1967 à Marrakech, est un chef cuisinier marocain et dirigeant fondateur de plusieurs restaurants à Marrakech, Madrid et Paris. Il est également jury dans l'émission de télé-réalité culinaire  MasterChef Maroc depuis 2014. 

## Biographie
Diplômé de l'École hôtelière de Genève et avec quatorze ans d'expérience professionnelle en Suisse, Moha Fedal est l'un des pionniers de la cuisine marocaine moderne - Son restaurant Dar Moha à Marrakech ouvre ses portes en juin 1998. Moha Fedal s'est fixé pour objectif de faire reconnaître la gastronomie marocaine comme faisant partie du patrimoine culturel mondial. Dans la poursuite de cet objectif, il a été ambassadeur de la gastronomie marocaine à travers sa participation à diverses fonctions et événements internationaux.
Après plusieurs années d'expérience culinaire dans de grandes chaînes d'hôtels en Suisse puis dans le reste de l'Europe, il retourne à Marrakech avec l'idée d'insuffler un souffle nouveau à la cuisine familiale et traditionnelle du Maroc ; il ouvre son restaurant dans l'ancien Riad de Pierre Balmain, situé dans le quartier de son enfance, au cœur de la médina. Par la suite, il lance à six kilomètres du centre de Marrakech le Bled Ferme, où il accueille des groupes et banquets, et dont le potager et les vergers alimentent en ingrédients frais ou séchés ses cuisines, y compris en légumineuses. Plus tard, il ouvre Riad Tanja, et deux restaurants gastronomiques à Paris et à Madrid.
En 2009, il fait la promotion du Maroc chez Harrods, à Londres. Lors de l'exposition Inspiring Morocco qui s'y tient il y installe pour un mois un restaurant éphémère destiné à faire découvrir aux Londoniens la nouvelle cuisine marocaine.
Il est connu par sa participation aux grands événements internationaux où il représente le Maroc et la gastronomie marocaine : il a fait goûter sa pastilla revisitée à Mohammed VI au Salon international de l'alimentation d'Abu Dhabi en 2013. Il a été recruté pour gérer le restaurant du pavillon marocain à l'Exposition universelle de 2015 (Expo Milan). Il a également représenté le pays pendant un mois aux Philippines en 2018 à l'occasion du festival du Maroc (cœur du Maroc), et en Malaisie et en Chine (au cours de la même année) lors de la semaine de la cuisine marocaine visant à promouvoir la gastronomie du pays à l'international. En 2019, l'ambassade britannique au Maroc fait appel à lui pour assurer l'événement phare de l'année : la visite historique du prince Harry et de sa femme Meghan au Maroc,
Pendant sa carrière, le Chef Moha a remporté plusieurs prix internationaux, à savoir : le DC Embassy Chef Challenge à Washington en 2017, Concours de Tepas à Madrid, médaille de l'académie culinaire de France, prix du meilleur chef de la gastronomie marocaine au Maroc par le guide Gault et Millau en 2017 etc.

## Émissions de télévision

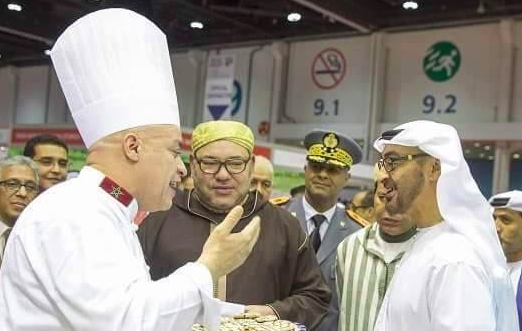
Moha Fédal et Mohamed VI au SIAL d'Abu Dhabi

- Chhiwat avec Samia Akariou en 2002 sur 2M
- Maghrib Al-adwak (Medi 1 Tv)[13]
- Connaître Marrakech avec Chef Moha (CNN) : en 2014
- MasterChef Maroc (2M) : depuis 2014[14]
- Dou9 w tmte3 (Medi 1 Tv) : depuis 2018[15]
- Mary Berry Quick Cooking (BBC) : Moha Fedal et Mary Berry en 2019
- Somebody Feed Phil (Netflix) : avec Philip Rosenthal en 2020[16],[17]

## Publications

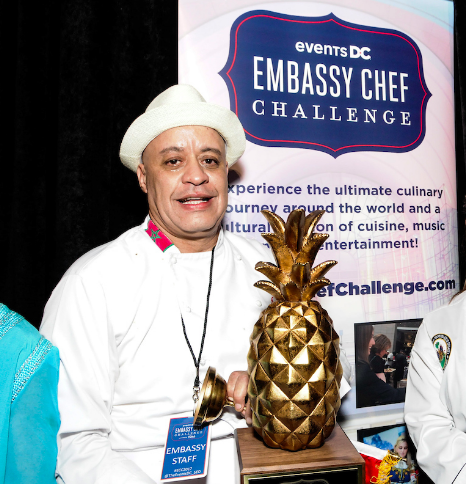
Réception du 1er prix du DC Embassy Chef Challenge à Washington

- 2004 : Jours de fête au Maroc, ACR Édition
- 2005 : La cuisine de Moha, Acanthe
- 2006 : Le vrai goût du Maroc, Hermé
- 2006 : Saveurs du Maroc, ELD Editions